# Karol Rydzyński
Karol Rydzyński z Werbna herbu Wierzbna – archidiakon poznański w latach 1703–1709, cześnik kaliski w latach 1685–1701, sędzia grodzki poznański w 1696 roku.
Sędzia kapturowy sądu grodzkiego poznańskiego w 1696 roku. Był elektorem Augusta II Mocnego w 1697 roku z województwa kaliskiego.